# The Stranger (singolo)
The Stranger è un brano musicale scritto e interpretato dal cantautore statunitense Billy Joel, pubblicato come singolo nel 1978 in Giappone come estratto dall'album omonimo.

## Tracce
- 7" (CBS)

1. The Stranger
2. Just the Way You Are

- 7" vinile (Giappone)

1. The Stranger - 4:10
2. Movin' Out (Anthony's Song) - 3:30